# Невельська операція
Невельська операція — фронтова наступальна операція радянських військ правого крила Калінінського фронту, проведена 6-10 жовтня 1943 з метою визволення м. Невель і створення сприятливих умов для подальшого наступу в Білорусі та Балтиці.

## Зміст
Невель — важливий вузол залізничних та шосейних доріг на стику німецьких груп армій «Північ» і «Центр» — був перетворений противником на потужний опорний пункт, який обороняли 5 дивізій 3-ї танкової і 16-ї польової армій. Противник, використовуючи прилягала до міста лісисто-болотисту місцевість з великою кількістю озер, побудував на міжозерних дефіле сильну, глибоко ешелоновану оборону.
За задумом Ставки ВГК війська правого крила (3-тя і 4-та ударні армії) Калінінського фронту (генерал-полковник А. І. Єременко) за підтримки авіації 3-ї повітряної армії (генерал-лейтенант авіації М. П. Папивін) повинні були прорвати ворожу оборону і стрімким ударом захопити Невель. 3-тя ударна армія (генерал-лейтенант К. М. Галицький) наступала з району західніше Жигари в загальному напрямку на Невель, 4-та Ударна армія (генерал-майор В. І. Швецов) — південніше Невеля. Операція розпочалася 6 жовтня. Бої відразу набули запеклого характеру. Знищуючи один за іншим опорні пункти противника на підступах до Невель, радянські війська до ранку 7 жовтня увірвалися в місто і звільнили його.
До 10 жовтня 3-тя і 4-та ударні армії просунулися на 25-30 км північніше й південніше міста. Щоб зупинити наступ радянських військ, німецьке командування перекинуло під Невель 4 піхотних і 1 танкову дивізії з інших ділянок фронту, а також значну частину авіації 6-го повітряного флоту. Розгорнулися запеклі бої з військами противника, що контратакували. Просування радянських військ було зупинено, 11 жовтня за згодою Ставки ВГК війська двох ударних армій перейшли до оборони.
В результаті проведеної операції радянські війська розгромили оборону противника в трикутнику Невель, Новосокольники, Великі Луки, перерізали залізницю Дно — Вітебськ, що зв'язувала німецькі групи армій «Північ» і «Центр», створили умови для наступу на Полоцькому і Вітебському напрямках.